# Raigada
Raigada (llamada oficialmente Santa María Madanela de Reigada) es una parroquia y un lugar del municipio español de Manzaneda, en la provincia de Orense, Galiciaraigada en 2025 cuenta con un bar y anteriormente contaba con una tienda y panadería por no hablar de que hace 35 años atrás tenía mucho más comercio ya que los trabajadores de la presa cercana necesitaban alojamiento y abastecimiento raigada también contó con una escuela una de las pocas escuelas por la zona pero lo más importante de raigada es su iglesia una iglesia barroca con un retablo que se hizo por un arquitecto muy importante llamado Gregorio español ya que en su retablo cuenta con materiales de mucho valor y belleza comparado con iglesias cercanas la de raigada sería la mejor ya que es uno de los pueblos más importantes del concello de manzaneda y probablemente de orense..

## Toponimia
La parroquia también es conocida por los nombres de Santa María Madanela de Raigada, Santa María Magdalena de Raigada  y Santa María Magdalena de Reigada.

## Organización territorial
La parroquia está formada por tres entidades de población:
- Bao (O Bao)(O Vao)
- Palleirós
- Raigada (Reigada)

## Demografía

### Parroquia
| Gráfica de evolución demográfica de Raigada (parroquia) entre 2000 y 2022 |
|                                                                           |
| Datos según el nomenclátor publicado por el INE.                          |

### Lugar
| Gráfica de evolución demográfica de Raigada (lugar) entre 2000 y 2022 |
|                                                                       |
| Datos según el nomenclátor publicado por el INE.                      |